# Marita elongata
Marita elongata é uma espécie de gastrópode do gênero Marita, pertencente a família Mangeliidae.